# Club Social y Deportivo Textil Mandiyú
El Club Social y Deportivo Textil Mandiyú, comúnmente conocido como Textil Mandiyú, fue un club de fútbol argentino de la Provincia de Corrientes, fundado el 22 de diciembre de 1998 y fusionado con Club Deportivo Mandiyú en junio de 2016.
La institución deportiva disputó varios torneos nacionales organizados por la Asociación del Fútbol Argentino (AFA) como el Torneo Federal A, Torneo Argentino B y la Copa Argentina. A nivel regional disputaba encuentros oficiales en la Liga Correntina de Fútbol, donde fue campeón en varias ocasiones.

## Historia
En 1993, el presidente del Club Deportivo Mandiyú, Eduardo Seferian, intentó convertir la institución deportiva en Sociedad Anónima como una forma de resolver los graves problemas económicos de la institución, pero la Asociación del Fútbol Argentino (AFA) no permitió la transacción. Sin embargo, en 1994, un diputado argentino, Roberto Cruz, adquirió el club por USD 2 000 000. Para ese entonces, Mandiyú contrató a Diego Maradona como entrenador y al portero internacional Sergio Goycochea.
El proyecto fue un gran fracaso, debido a que Mandiyú hizo una campaña decepcionante en el Clausura de 1995, siendo relegado a la segunda división. Sin líderes visibles para gestionar el club y con grandes deudas que no podían pagar, Mandiyú fue desafiliado de la Liga Correntina. Posteriormente, el club fue disuelto.
En 1998, un grupo de exdirectivos y aficionados de Mandiyú decidió formar un nuevo club, originalmente llamado «Deportivo Textil». La palabra "Mandiyú" se añadió más tarde, con la intención de mantener el alma del club original. 
Con el correr de los años, el derrotero de Textil Mandiyú inició en la Liga Correntina de fútbol, logrando ascender divisiones hasta hacerse de una de las plazas del Torneo Argentino B 2003-04, siendo esta su primera participación a nivel nacional y el retorno del nombre "Mandiyú" a un torneo nacional de ascenso. A pesar de la gran performance demostrada en la fase de grupos (donde a su vez revivió el Clásico del Litoral, contra Chaco For Ever) Textil no consiguió plasmar esos resultados en las fases de eliminación directa, siendo eliminado en segunda ronda por Candelaria de Misiones. A pesar de haber conseguido un resultado suficiente para mantenerse en la categoría, la reestructuración planteada tras la finalización del Argentino B 2003-04, le permitió ser partícipe (como el resto de los equipos) en calidad de "invitado" por el Consejo Federal del Fútbol Argentino para la nueva edición 2004-05. En esta temporada, el torneo se dividió en Apertura y Clausura, siendo organizados en 8 grupos de 6 equipos, de los cuales los dos primeros de cada grupo clasificaban a las eliminatorias y luego a las fases de ascenso. En el Apertura, Textil mostró una pésima imagen cerrando el Apertura en el último lugar de la Zona G. Sin embargo, en el Clausura consiguió revertir esa imagen pasando a ganar el Grupo y clasificando a la segunda ronda, donde finalmente fue eliminado por Sportivo Patria de Formosa. En la temporada siguiente (TAB 2005-06), una nueva reestructuración le permitió a Textil compartir grupo con varios equipos regionales, con el objetivo de promoverse el desarrollo de diferentes clásicos tanto locales como regionales. Con todos estos ingredientes, Textil enfrentó a clásicos rivales del desaparecido Deportivo Mandiyú, como Boca Unidos y Chaco For Ever y entabló nuevas rivalidades como la de Sarmiento de Resistencia. En esta ocasión, Textil clasificó en el Apertura a la segunda ronda como escolta de Boca Unidos, sin embargo volvería a ser eliminado, en esta oportunidad por el Patronato de Paraná. En el Clausura, las cosas no saldrían del todo bien quedando en el camino en fase de grupos, pero manteniendo la categoría para la temporada siguiente.
En 2016  el club se fusionó con el Club Deportivo Mandiyú, volviendo a ser el  Mandiyú que representa a los "algodoneros".
Tras la fusión, el equipo continuó participando como Textil Mandiyú en el Federal B Complementario, donde logró el ascenso, y en la Copa Argentina.
El 7 de febrero de 2017 disputó su último partido oficial en la AFA, venciendo por 2 a 1 a Ferroviario por la Copa Argentina, resultando eliminado por el resultado global.

## Datos del club
- Temporadas en 3ª: 2 
  - Temporadas en Torneo Federal A: 2 (2014-2015)
- Temporadas en 4ª: 13
  - Temporadas en Torneo Argentino B: 11 (2003/04-2013/14)
  - Temporadas en Torneo Federal B: 2 (2016)
- Participación en Copa Argentina: 5 (2011-2015, 2016/17)
- Temporadas en Liga Correntina: 18 (1999-2016)

### Cronograma
- En 2016, se fusionó con el Club Deportivo Mandiyú.

## Trayectoria
Participaciones en torneos nacionales y regionales:
- Torneo Federal A[12]
- Torneo Argentino B[13]
- Copa Argentina[3]
- Liga Correntina de Fútbol

## Rivalidades

### Clásico Correntino
El Clásico correntino, es el derbi futbolístico que enfrenta al Club Deportivo Mandiyú con el Club Atlético Boca Unidos. Se lo conoce con este término, dado que se trata del enfrentamiento entre dos de los equipos con  mayor número de simpatizantes en la capital correntina. Esta rivalidad tuvo sus páginas escritas a nivel nacional y también tuvo continuidad (a pesar de la desaparición provisoria de Mandiyú, por cuestiones judiciales y económicas), gracias a la posterior creación del Club Social y Deportivo Textil Mandiyú, considerado como continuador del legado del desaparecido Deportivo Mandiyú. La rivalidad continuó tras la reaparición del Mandiyú original en 2010, sin embargo, la presencia de "dos Mandiyú", provocó a su vez una suerte de enfrentamiento entre la entidad madre y su sucesora, compartiendo su rivalidad con el elenco aurirrojo. La situación finalmente se terminaría subsanando con la fusión del Deportivo y Textil en 2016, volviendo la rivalidad correntina a la normalidad.
Si bien la rivalidad entre Boca Unidos y Textil Mandiyú se generó como herencia de las antiguas disputas liguistas del primero con el Deportivo Mandiyú, fue con Textil contra el que Boca Unidos mantuvo la mayoría de sus encuentros clásicos a nivel nacional, a partir de la reestructuración del Torneo Argentino B en el año 2004. Los enfrentamientos entre ambas instituciones frenaron tras el ascenso de la entidad aurirroja al Torneo Argentino A en la temporada 2006-07 y no pudieron repetirse, luego de anunciarse la fusión entre los dos Mandiyú en 2016.

### Clásico de los Mandiyú
Se llamaba así a la rivalidad que se generó entre el Textil Mandiyú y la entidad a la que homenajeaba, el Club Deportivo Mandiyú. Tras la reaparición en escena del histórico Deportivo Mandiyú, socios y dirigentes del en ese entonces Textil Mandiyú, con su presidente Jorge Abib a la cabeza, expresaron su desacuerdo con el anuncio realizado por el grupo de hinchas encabezados por Bruno Carlino, quienes decidieron poner nuevamente en el campo de juego un equipo con el nombre y el escudo del histórico equipo algodonero. Aquellos desencuentros entre los representantes de ambas instituciones no tardaron en plasmarse dentro del campo de juego, dando inicio a una rivalidad considerada insólita, por tratarse de dos equipos con nombres y colores idénticos, que se decían representar una única historia. El Clásico de los Mandiyú llegó a tener tres ediciones a nivel nacional, luego de que a ambos se les cursara invitación para el reestructurado Torneo Argentino B 2012-13. En tanto que el tercer partido se disputó en una llave de Copa Argentina de dicha temporada, donde el Deportivo se impuso a Textil por vía de los penales. Finalmente, tras varias tratativas con idas y vueltas, la rivalidad tuvo punto final en el año 2016, cuando se anunció la fusión definitiva de ambas instituciones bajo el nombre del Deportivo Mandiyú, con miras a disputar el Torneo Federal B 2016.

### Clásico del Litoral
Se conoce como Clásico del Litoral a una tetralogía de partidos que enfrentan a los clubes más populares de la Provincia de Corrientes (Mandiyú y Boca Unidos), con los más populares de la Provincia del Chaco (Chaco For Ever y Sarmiento de Resistencia). El desarrollo de un partido que involucre a cualquiera de estos equipos, tanto de una como de otra provincia, es considerado un verdadero clásico a nivel nacional, ya que han tenido encuentros en categorías de nivel nacional. En el caso particular de Textil Mandiyú, y como "heredero" de la historia del Deportivo, enarboló su encono con el Club Atlético Chaco For Ever, entidad de la Ciudad de Resistencia Chaco, que supiese animar partidos de Primera División contra el Deportivo en los años 1980 y 1990. Al mismo tiempo, los encuentros entre albos y negros son considerados de máximo riesgo a la hora de enfrentamientos entre hinchadas, desplegándose importantes operativos policiales cada vez que una de las parcialidades tiene que cruzar el Puente General Manuel Belgrano para enfrentar al otro. Esta rivalidad a su vez, se da en el contexto de una vieja rivalidad folklórica entre las sociedades correntina y chaqueña.

### Sarmiento-Textil Mandiyú
La reestructuración del Torneo Argentino B a partir de su temporada 2005-06, permitió el desarrollo de múltiples cruces regionales que incluyó una reedición del Clásico del Litoral, enfrentando a Chaco For Ever con Textil Mandiyú. Sin embargo, a su vez permitió el desarrollo de partidos considerados inéditos como los que enfrentó a Textil Mandiyú con el otro representante de la Provincia del Chaco, el Club Atlético Sarmiento de Resistencia. Al igual que contra Chaco For Ever, el hecho de representar a sus respectivas provincias era motivo suficiente para incentivar una rivalidad entre las parcialidades de ambas instituciones.
La mayoría de los enfrentamientos mantenidos entre Textil Mandiyú y Sarmiento de Resistencia tuvieron sus episodios en el ámbito del Torneo Argentino B, mostrándose una indiscutible supremacía del elenco correntino en las primeras ediciones, revirtiéndose luego el panorama a favor del elenco chaqueño en las últimas participaciones de Textil a nivel nacional. A pesar de la desaparición de Textil en 2016 como consecuencia de su fusión con el Deportivo, la antipatía entre simpatizantes algodoneros y decanos se mantuvo, generándose episodios de violencia en las posteriores presentaciones de ambos.
| Historial Textil Mandiyú-Sarmiento | Historial Textil Mandiyú-Sarmiento | Historial Textil Mandiyú-Sarmiento | Historial Textil Mandiyú-Sarmiento | Historial Textil Mandiyú-Sarmiento | Historial Textil Mandiyú-Sarmiento | Historial Textil Mandiyú-Sarmiento | Historial Textil Mandiyú-Sarmiento |
| Torneos                            | Temporadas                         | PJ                                 | Ganó TM                            | PE                                 | Ganó SR                            | Goles TM                           | Goles SR                           |
| ---------------------------------- | ---------------------------------- | ---------------------------------- | ---------------------------------- | ---------------------------------- | ---------------------------------- | ---------------------------------- | ---------------------------------- |
| Torneo Argentino B                 | 2005-06                            | 4                                  | 3                                  | 1                                  | 0                                  | 7                                  | 1                                  |
| Torneo Argentino B                 | 2006-07                            | 4                                  | 3                                  | 0                                  | 1                                  | 5                                  | 1                                  |
| Torneo Argentino B                 | 2011-12                            | 2                                  | 0                                  | 0                                  | 2                                  | 2                                  | 6                                  |
| Torneo Argentino B                 | 2012-13                            | 2                                  | 1                                  | 0                                  | 1                                  | 1                                  | 2                                  |
| Torneo Federal A                   | 2014                               | 2                                  | 1                                  | 0                                  | 1                                  | 4                                  | 4                                  |
| Torneo Federal A                   | 2015                               | 2                                  | 0                                  | 0                                  | 2                                  | 0                                  | 7                                  |
| Totales                            | Totales                            | 16                                 | 8                                  | 1                                  | 7                                  | 19                                 | 21                                 |

## Palmarés
Torneos regionales
- Liga Correntina de Fútbol (3): 2002, 2005 y 2006.